# Veruska Ljubisavljević
Veruska Betania Ljubisavljević Rodríguez (Caracas, Distrito Federal, Venezuela; 2 de enero de 1991) es una publicista, presentadora de televisión, modelo y ex-reina de belleza venezolana. Representó al Estado Vargas en el Miss Venezuela 2017 y fue Miss Venezuela en el concurso Miss Mundo 2018.

## Biografía
Veruska Ljubisavljević nació en Caracas en el seno de una familia de mezcla étnica y cultural, en su caso de origen serbio por parte paterna y venezolana por parte materna. Se graduó en Publicidad y es un chef pastelero de profesión. Es sobrina de Zoritza Ljubisavljević, Miss Mérida 1976 y 4º Finalista del Miss Venezuela 1976.
El 7 de abril de 2022, dio a luz a su primer hijo; Daniel Alejandro Bandres Ljubisavljević y en abril de 2024, nació su segundo hijo; Simón Tomás Bandres Ljubisavljević.

## Miss Venezuela 2017
Veruska representó al Estado Vargas en la 64.ª edición del Miss Venezuela que se llevó a cabo el 9 de noviembre en el Estudio 5 de Venevisión donde compitió con otras 23 candidatas representantes de diversos estados y regiones de Venezuela. En dicho certamen obtuvo las bandas especiales de "Miss Confianza" y "Miss Rostro", al final de la velada fue coronada Miss Venezuela Mundo 2017 por lo que fue la representante de dicho país en el Miss Mundo 2018.

## Demanda y suspensión
El 16 de agosto de 2018, se anunció que la entrega de bandas a las candidatas correspondientes del Miss Venezuela 2018 sería suspendida, que estaba pautado para el mismo día, al igual que la noche final que estaba prevista para el 12 de septiembre; esto debido a una sentencia dictada por el Tribunal Quinto de Primera Instancia en lo civil, mercantil, tránsito y bancario de la Circunscripción Judicial del Área Metropolitana de Caracas tras una demanda interpuesta por Ljubisavljević, al darse a conocer que la misma no podría competir en el certamen Miss Mundo 2018.
La Organización Miss Venezuela se pronunció al respecto y manifestó que, a pesar de no estar conforme con tal demanda, la acatarían en su totalidad. Advirtieron además que se reservaban el derecho de ejercer acciones “para reclamar todos los daños y perjuicios que tal medida causa
El 2 de septiembre de 2018, el Comité Ejecutivo de la Organización Miss Venezuela dio a conocer que Veruska Ljubisavljević, Miss Venezuela Mundo 2017, podría participar en el Miss Mundo 2018 luego de entablar conversaciones con la Organización Miss Mundo, la cual estableció que la joven sería admitida –como una concesión especial– en el certamen, por lo cual Veruska decidió desistir de la acción de amparo que había interpuesto contra la Organización Miss Venezuela y, por ende, renunciar a la protección cautelar que impedía la realización del Miss Venezuela 2018.

## Miss Mundo 2018
Luego de haber ganado la demanda y como parte de sus responsabilidades como Miss Venezuela, Veruska tuvo la oportunidad de representar el país en el Miss Mundo 2018 cuya final se realizó el 8 de diciembre en Sanya, China. En tal evento, compitió con 117 candidatas de diversos países y territorios, ubicándose entre los 30 primeros.
Desde su llegada a Sanya, y durante todo el mes que duró el certamen, Veruska se destacó entre las 118 candidatas de todo el mundo que participaron en la competencia, sin embargo y a pesar de la popularidad y el favoritismo Ljubisavljević no pudo entrar al Top 12 del concurso.
Luego de su participación, Veruska regresó a Venezuela donde se le hizo un recibimiento oficial en el programa sabatino Súper Sábado Sensacional en Venevisión. Además, por la ausencia de Miss Venezuela 2017, Sthefany Gutiérrez, en el Miss Venezuela 2018, por haber estado en Tailandia en la concentración de Miss Universo 2018, Ljubisavljević fue la encargada de coronar a la nueva Miss Venezuela, Isabella Rodríguez, Miss Portuguesa 2018, quién representó al país en el Miss Mundo 2019.

## Cronología
| Predecesor: Antonella Massaro   | Miss Vargas 2017          | Sucesor: Juliette Lemoine   |
| Predecesor: Ana Carolina Ugarte | Miss Venezuela Mundo 2017 | Sucesor: Isabella Rodríguez |